# ألين كرايغ
ألين كرايغ (بالإنجليزية: Allen Craig) هو لاعب كرة قاعدة أمريكي، ولد في 18 يوليو 1984 في ميسيون فيجو في الولايات المتحدة.

## وصلات خارجية
- ألين كرايغ على موقع دوري كرة القاعدة الرئيسي (الإنجليزية)
- ألين كرايغ على موقعبيزبول رفرنس.كوم (الدوري الرئيسي) (الإنجليزية)
- ألين كرايغ على موقعبيزبول رفرنس.كوم (الدوري الثانوي) (الإنجليزية)
- ألين كرايغ على موقع إي إس بي إن.كوم (أم.أل.بي) (الإنجليزية)
- ألين كرايغ على موقع مشجعي الرسوم البيانية (الإنجليزية)